# アラスカ州の旗
アラスカ州の旗（アラスカしゅうのはた）は、アメリカ合衆国アラスカ州の州旗。1927年に成立した。青地に北極星と北斗七星が描かれている。
この旗は、アラスカ準州の旗を公募した際、当時13歳の少年であったベニー・ベンソンがデザインしたものであり、1927年5月2日に正式に採用された。

?ロシア領アメリカの旗（1806年から1867年まで）